# 函館江差自動車道
函館江差自動車道（はこだてえさしじどうしゃどう、英語: HAKODATE-ESASHI EXPWY）は、北海道函館市を起点とし、北海道檜山郡江差町に至る国土交通大臣指定に基づく高規格幹線道路（一般国道の自動車専用道路）（B路線）である。一般国道228号に指定されている。略称は函館江差道（はこだてえさしどう）。函江道（はこえどう）とも呼ばれる。
高速道路ナンバリングによる路線番号は、「E59」が割り振られている。

## 事業名

### 函館茂辺地道路
- 起点：北海道函館市桔梗町[4]
- 終点：北海道北斗市茂辺地[4]
- 延長：18.0 km[4]
- 規格：第1種第2級[4]
- 設計速度：100 km/h[4]
- 道路幅員：暫定12.0 m[4]
- 車線幅員：3.5 m[4]
- 車線数：暫定2車線[4]

### 茂辺地木古内道路
- 起点：北海道北斗市茂辺地[5]
- 終点：北海道上磯郡木古内町字大平[5]
- 延長：16.0 km[5]
- 規格：第1種第3級[5]
- 設計速度：80 km/h[5]
- 道路幅員：暫定12.0 m[5]
- 車線幅員：3.5 m[5]
- 車線数：暫定2車線[5]

### 木古内IC - 江差町
全線計画中であり事業化されていない。上ノ国町 - 江差町間については、2021年度（令和3年度）から概略ルートおよび構造の検討（計画段階評価を進めるための調査）が行われている。

## インターチェンジなど
- 全区間北海道内に所在。
- IC番号欄の背景色が■である部分については道路が供用済みの区間を示している。また、施設名欄の背景色が■である部分は施設が供用されていない、または完成していないことを示す。未開通区間の名称は仮称。
- BS（バス停留所）のうち、○/●は運用中、◆は休止中の施設。無印はBSなし。
- （数字）は、他路線の番号。<数字>は、予定番号。
- 英略字は以下の項目を示す。
IC：インターチェンジ、JCT：ジャンクション、SA：サービスエリア、PA：パーキングエリア、TB：本線料金所、BS：バスストップ
- 函館IC - 北斗茂辺地IC：国道228号函館茂辺地道路
- 北斗茂辺地IC - 木古内IC：国道228号茂辺地木古内道路
- 木古内IC - 檜山郡江差町：計画区間

| IC 番号  | 施設名       | 接続路線名                                                           | 起点から の距離 | BS       | 備考               | 所在地         | 所在地          | 所在地          |
| -------- | ------------ | -------------------------------------------------------------------- | --------------- | -------- | ------------------ | -------------- | --------------- | --------------- |
| 1        | 函館IC/JCT   | 国道5号（E5 函館新道） 国道278号（函館新外環状道路） 国道5号（現道） | 0.0             |          |                    | 渡島総合振興局 | 函館市          | 函館市          |
| 2        | 北斗追分IC   | 国道227号                                                            | 3.4             |          |                    | 渡島総合振興局 | 北斗市          | 北斗市          |
| 3        | 北斗中央IC   | 道道96号上磯峠下線                                                   | 8.0             |          |                    | 渡島総合振興局 | 北斗市          | 北斗市          |
| 4        | 北斗富川IC   | 国道228号（現道）                                                    | 12.6            |          | 函館方面出入口のみ | 渡島総合振興局 | 北斗市          | 北斗市          |
| 5        | 北斗茂辺地IC | 道道1167号北斗茂辺地インター線                                       | 18.0            |          |                    | 渡島総合振興局 | 北斗市          | 北斗市          |
| 6        | 木古内IC     | 国道228号（現道） 松前半島道路（計画）                               | 34.0            |          |                    | 渡島総合振興局 | 上磯郡 木古内町 | 上磯郡 木古内町 |
| 計画区間 | 計画区間     | 計画区間                                                             | 計画区間        | 計画区間 | 計画区間           | 檜山振興局     | 檜山郡          | 上ノ国町        |
| 計画区間 | 計画区間     | 計画区間                                                             | 計画区間        | 計画区間 | 計画区間           | 檜山振興局     | 檜山郡          | 江差町          |

## 歴史
- 2003年（平成15年）3月24日：函館IC - 上磯IC間開通。
- 2009年（平成21年）
  - 10月1日：大野ICを北斗追分ICに、上磯ICを北斗中央ICにそれぞれ改称。
  - 11月14日：北斗中央IC - 北斗富川IC間開通。
- 2012年（平成24年）3月24日：北斗富川IC - 北斗茂辺地IC間開通[7]。
- 2022年（令和04年）3月26日：北斗茂辺地IC - 木古内IC間開通[8]。
- 2024年（令和6年）9月15日：北斗中央IC - 木古内ICがアイアンマンレース（アイアンマンジャパンみなみ北海道）開催のため通行止[9]。

### 開通予定年度
- 未定：木古内IC - 檜山郡江差町

## 路線状況

### 車線・最高速度
- 車線
函館IC - 北斗追分ICと北斗富川IC - 北斗茂辺地ICと北斗茂辺地IC - 木古内ICの一部区間、北斗中央IC付近は4車線となっている。
上記以外の区間は暫定2車線の対面通行。
- 最高速度
函館IC - 北斗追分ICの一部区間で80 km/h。それ以外の区間は70 km/hである。

### 主なトンネルと橋
| トンネル・橋梁名称 | 延長   | 区間                      | 備考 |
| ------------------ | ------ | ------------------------- | ---- |
| 矢不来トンネル     | 519 m  | 北斗富川IC - 北斗茂辺地IC |      |
| 茂辺地高架橋       | 739 m  | 北斗富川IC - 北斗茂辺地IC |      |
| 渡島丸山トンネル   | 2518 m | 北斗茂辺地IC - 木古内IC   |      |

### 交通量
24時間交通量（台）　道路交通センサス
| 区間                      | 平成17（2005）年度 | 平成22（2010）年度 | 平成27（2015）年度 | 令和3（2021）年度 |
| ------------------------- | ------------------ | ------------------ | ------------------ | ----------------- |
| 函館IC/JCT - 北斗追分IC   | 11,565             | 12,381             | 14,438             | 17,160            |
| 北斗追分IC - 北斗中央IC   | 05,763             | 06,719             | 07,698             | 08,125            |
| 北斗中央IC - 北斗富川IC   | 調査当時未開通     | 03,778             | 04,747             | 04,845            |
| 北斗富川IC - 北斗茂辺地IC | 調査当時未開通     | 調査当時未開通     | 03,392             | 0（3,239）        |
| 北斗茂辺地IC - 木古内IC   | 調査当時未開通     | 調査当時未開通     | 調査当時未開通     | 調査当時未開通    |
| 木古内IC以南              | 未開通             | 未開通             | 未開通             | 未開通            |

※（）付きは推定値
（出典：「平成22年度道路交通センサス」・「平成27年度全国道路・街路交通情勢調査」・「令和3年度全国道路・街路交通情勢調査」（国土交通省ホームページ）より一部データを抜粋して作成）
- 令和2年度に実施予定だった交通量調査は新型コロナウイルス感染症の影響で延期され[10]、翌年度に実施された。

## 地理

### 通過する自治体
- 北海道
  - 渡島総合振興局
    - 函館市 - 北斗市 - 上磯郡木古内町 -

  - 檜山振興局
    - 檜山郡上ノ国町 - 檜山郡江差町

### 接続する高規格道路
- E5 国道5号 函館新道（函館JCTで接続）
- 函館新外環状道路（函館JCTで接続）

### 注
1. ↑  高速自動車国道（北海道縦貫自動車道）に並行する一般国道の自動車専用道路。
2. ↑  地域高規格道路（一般国道のバイパス道路）。